# Vulcanismo em Io

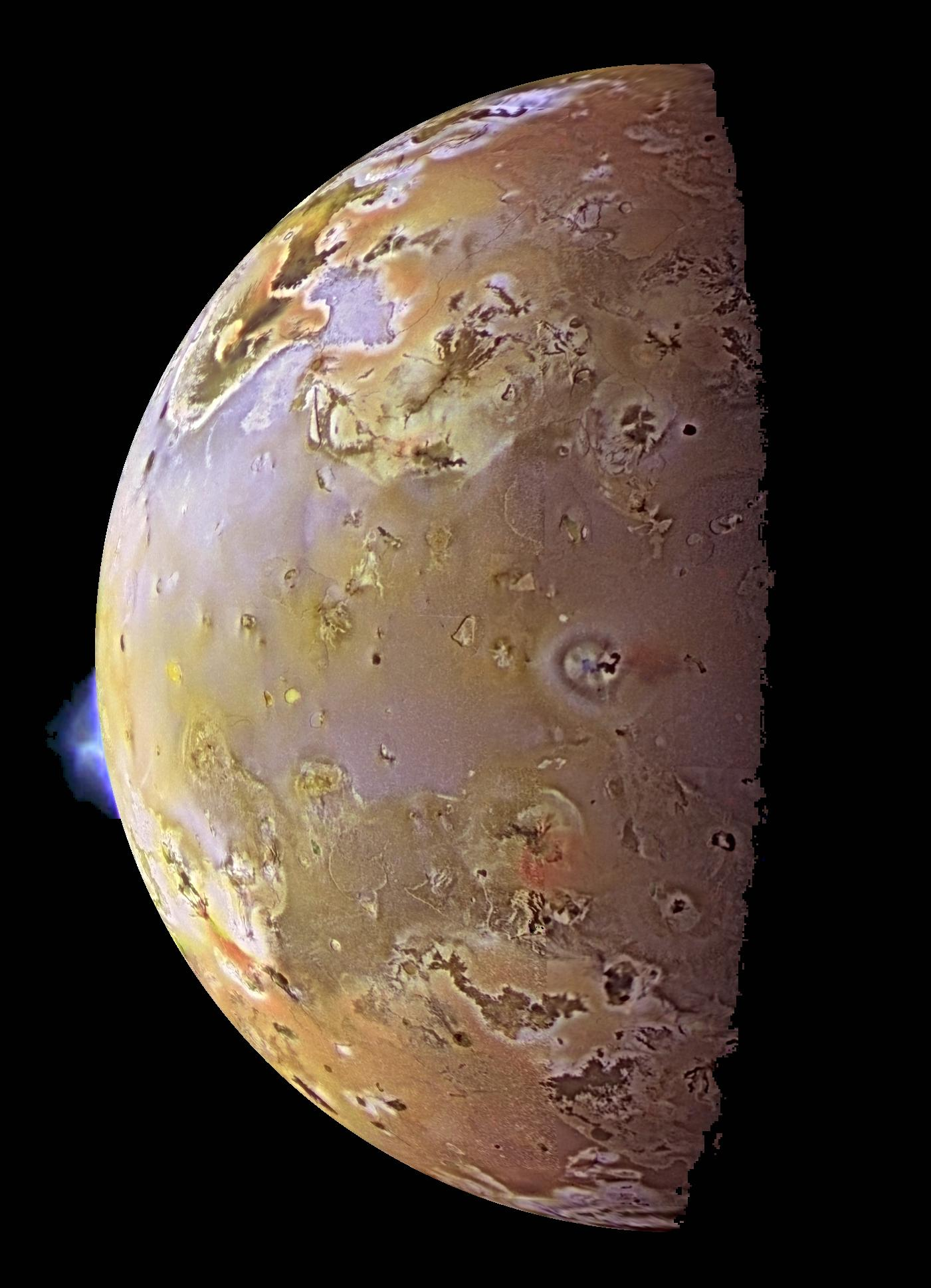
Fotografia tirada pela sonda espacial Galileu, mostrando o satélite joviano Io com plumas vulcânicas em dois pontos de sua superfície.

O vulcanismo em Io refere-se ao fluxo de materiais fundidos do interior até a superfície de Io, o satélite de Júpiter com órbita mais interior e uma das quatro Luas de Galileu. A atividade vulcânica de Io faz dele um dos quatro corpos celestes vulcanicamente ativos do Sistema Solar, ao lado da Terra, de Encélado e de Tritão.

## Descoberta
Antes da passagem da sonda espacial Voyager 1 por Io, em 5 de março de 1979, era corrente no meio científico a ideia de que esse corpo fosse geologicamente inativo, numa condição semelhante à da Lua terrestre. A descoberta de uma nuvem de sódio rodeando Io conduziu à hipótese de que este poderia estar coberto por evaporitos. Esta e outras suposições provinham de análises da espectroscopia de infravermelho realizadas em observatórios terrestres durante a década de 1970.
Um fluxo térmico anomalamente alto, quando comparado com o das demais Luas de Galileu, foi descoberto durante medições infravermelhas com um comprimento de onda de 10 μm realizadas enquanto Io estava sob a sombra de Júpiter. Na época, este fenômeno foi atribuído a uma inércia térmica superior às de Europa e Ganímedes. No entanto, estas conclusões foram posteriormente descartadas quando medições com um comprimento de onda de 20 μm foram realizadas; elas sugeriram que Io teria uma superfície com propriedades similares às dos demais satélites galileanos. Desde então entende-se que a grande irradiação térmica que Io emite em comprimentos de onda curtos deve-se à combinação de sua atividade vulcânica com o aquecimento solar na superfície do corpo celeste, sendo que em comprimentos de onda largos este aquecimento devido ao Sol contribui em maior medida que a vulcanologia na radiação emitida.
Em 20 de fevereiro de 1978 foi detectado um forte incremento no fluxo térmico a um comprimento de onda de 5 μm sobre a superfície de Io. Uma das possíveis explicações consideradas pelos cientistas que o notaram foi a de que se trataria de uma forte atividade vulcânica. No caso, os dados apontavam para uma área de cerca de 8.000 km2 sobre a superfície de Io, com uma temperatura de 600 K (em torno de 327 °C). No entanto, os autores consideraram essa hipótese pouco provável, e em seu lugar concentraram-se na ideia de que as emissões de Io derivavam de sua interação com a magnetosfera de Júpiter.

## Fonte de calor
A principal fonte de calor interno de Io é a força de maré gerada pela enorme atração gravitacional exercida por Júpiter. Essa fonte de calor difere da fonte interna causadora da atividade vulcânica terrestre, o gradiente geotérmico, que é produto do decaimento radioativo dos isótopos e do calor residual provocado pelo acrecimento que o planeta sofreu. Essas fontes de calor são as que provocam, na Terra, a convecção do manto que, por sua vez, produzem periodicamente erupções vulcânicas ao longo das falhas situadas nos encontros de duas ou mais placas tectônicas.